# روزندورف
روزندورف (به آلمانی: Rosendorf) یک شهر در آلمان است که در زاله-ارلا واقع شده‌است. روزندورف ۱۷۷ نفر جمعیت دارد.